# The Spirit Indestructible
The Spirit Indestructible – piąty album studyjny kanadyjskiej piosenkarki Nelly Furtado wydany 14 września 2012 roku.

## Lista utworów
1. "Spirit Indestructible" – 4:02
2. "Big Hoops (Bigger the Better)" – 3:52
3. "High Life" (featuring Ace Primo) – 4:19
4. "Parking Lot" – 5:25
5. "Something" (featuring Nas) – 3:35
6. "Bucket List" – 4:22
7. "The Most Beautiful Thing" (featuring Sara Tavares) – 3:59
8. "Waiting for the Night" – 4:29
9. "Miracles" – 3:27
10. "Circles" - 3:52
11. "Enemy" – 4:18
12. "Believers (Arab Spring)" – 4:08

## Notowania
| Notowanie (2012)                        | Najwyższa pozycja |
| --------------------------------------- | ----------------- |
| Austrian Albums Chart                   | 8                 |
| Belgian Albums Chart (Flandria)         | 79                |
| Belgian Albums Chart (Wallonia)         | 44                |
| Canadian Albums Chart                   | 18                |
| Croatian Albums Chart                   | 41                |
| Czech Albums Chart                      | 26                |
| Dutch Albums Chart                      | 41                |
| German Albums Chart                     | 3                 |
| Italian Albums Chart                    | 36                |
| Mexican Albums Chart                    | 81                |
| Polish Albums Chart                     | 31                |
| Russian Albums Chart                    | 19                |
| South Korean International Albums Chart | 35                |
| Spanish Albums Chart                    | 58                |
| Swiss Albums Chart                      | 3                 |
| UK Albums Chart                         | 46                |
| US Billboard 200                        | 79                |

## Daty wydania
| Państwo           | Data             | Wytwórnia                              |
| ----------------- | ---------------- | -------------------------------------- |
| Australia         | 14 września 2012 | Universal Music                        |
| Niemcy            | 14 września 2012 | Universal Music                        |
| Wielka Brytania   | 17 września 2012 | Polydor Records                        |
| Stany Zjednoczone | 18 września 2012 | Mosley Music Group, Interscope Records |
| Kanada            | 18 września 2012 | Universal Music                        |
| Japonia           | 19 września 2012 | Universal Music                        |